# Джафет Танганга
Джафет Манзамбі Танганга (англ. Japhet Manzambi Tanganga; нар. 31 березня 1999) — англійський професіональний футболіст конголезького походження, захисник клубу «Тоттенгем Готспур». На умовах оренди грає за «Міллволл».

## Особисте життя
Джафет Танганга народився в Лондоні, в  конголезській родині. У віці 10 років почав займатися футболом в молодіжній академії «Тоттенгема». 

## Клубна кар'єра
24 вересня 2019 року Танганга дебютував у Кубку EFL в грі проти «Колчестер Юнайтед». 11 січня 2020 року дебютував у Прем'єр-лізі в домашній грі з «Ліверпулем».

## Кар'єра в збірній
Танганга грав за молодіжні команди збірної Англії (U-16, U-17, U-18, U-19, U-20).

## Досягнення
«Тоттенгем Готспур»
- Фіналіст Кубку EFL 20—21[4]

Англія U-20
- Переможець Турніру у Тулоні 2017[5]